# Body on Me
„Body on Me” este un cântec al interpretului de muzică hip-hop Nelly, realizat în colaborare cu Ashanti și Akon. Piesa a fost lansată ca cel de-al treilea disc single al albumului Brass Knuckles și ca cel de-al doilea single al materialului The Declaration. „Body on Me” s-a poziționat în top 20 în clasamentele din Bulgaria, Irlanda, Noua Zeelandă și Regatul Unit.

## Formate existente
Disc single distribuit în SUA
1. „Body on Me”

Disc single distribuit în SUA (conținând două piese)
1. „Body on Me”
2. „Stepped on My J'Z”

Disc single distribuit în SUA (conținând trei piese)
1. „Body on Me”
2. „Stepped on My J'Z”
3. „Problems”

Disc single distribuit în Regatul Unit
1. „Body on Me”

## Versiuni disponibile
- „Body on Me” — 3:31 (Versiunea existentă pe albumul Brass Knuckles)
- „Body on Me” — 3:20 (Versiunea existentă pe albumul The Declaration)
- „Body on Me” — 3:57 (Versiune alternativă)
- „Body on Me” — 2:57 (Versiunea distribuită în Regatul Unit)

## Prezența în clasamente
„Body on Me” a debutat pe locul 57 în Canada și pe locul 78 în Statele Unite ale Americii datorită lansări discului single în format digital, însă a coborât repede din topuri. După lansarea și promovarea videoclipului, cântecul a revenit în clasamentul Billboard Hot 100, poziționându-se pe locul 42. Piesa a obținut locul 69 în Billboard Hot R&B/Hip-Hop Songs, devenid cel mai slab poziționat disc single lansat de pe albumul The Declaration, în acest clasament, celelate discuri single („The Way That I Love You” și „Good Good”) intrând în top 40.
În Oceania, „Body on Me” s-a clasat pe locul 32 în Australia și a intrat în top 20 în Noua Zeelandă (unde a ocupat locul 19). În Europa, discul single a obținut clasări de top 20 în Bulgaria, Irlanda și Regatul Unit.

## Clasamente
| Clasament                            | Poziția maximă | Referință |
| ------------------------------------ | -------------- | --------- |
| Australia Singles Chart              | 32             | [ 2 ]     |
| Bulgaria Singles Chart               | 15             | [ 2 ]     |
| Canadian Singles Chart               | 57             | [ 2 ]     |
| Irlanda Singles Chart                | 12             | [ 2 ]     |
| New Zeeland Singles Chart            | 19             | [ 2 ]     |
| UK Singles Chart                     | 17             | [ 2 ]     |
| U.S. Billboard Hot 100               | 42             | [ 2 ]     |
| U.S. Billboard Hot R&B/Hip-Hop Songs | 69             | [ 7 ]     |
| U.S. Billboard Rhythmic Top 40       | 7              | [ 7 ]     |